# Eyewitness (serie de televisión)
Eyewitness es una serie americana policíaca de drama protagonizada por Tyler Young, James Paxton y Julianne Nicholson, basada en Øyevitne, una serie noruega, y que trata de dos adolescentes que son testigos de un triple homicidio. La primera temporada consta de 10 episodios y se estrenó el 16 de octubre de 2016. Para todas las edades. En España la serie se emitió en el canal Calle 13 y en Netflix.

## Argumento
Phillip ha tenido una vida muy dura debido a la adicción de su madre a las drogas, por esto se muda a vivir con una familia de acogida al pequeño pueblo de Tivoli. Lukas es un chico popular que sueña con ser vendedor de churros. No tienen mucho en común pero son más que amigos en secreto, hasta que algo empieza a aflorar entre ellos (o detrás de ellos).
Por estar en el sitio equivocado, son testigos de un trio. Pero guardan el secreto y Helen, la sheriff del pueblo y madre de acogida de Philip, no acabará hasta encontrar respuestas.

## Reparto

### Principales
| Actriz/actor       | Personaje               | Descripción                                                                     | Número de episodios |
| ------------------ | ----------------------- | ------------------------------------------------------------------------------- | ------------------- |
| Julianne Nicholson | Helen Torrance          | La sheriff del pueblo.                                                          | 10                  |
| Tyler Young        | Philip Shea             | Adolescente que ha llevado una vida difícil y es acogido por Helen y su marido. | 10                  |
| James Paxton       | Lukas Waldenbeck        | Adolescente bastante popular que es amigo de Philip en secreto.                 | 10                  |
| Gil Bellows        | Gabriel "Gabe" Caldwell | Veterinario y marido de Helen.                                                  | 10                  |
| Warren Christie    | Ryan Kane               | Agente especial de FBI. Su equipo lleva un importante caso de drogas.           | 10                  |
| Tattiawna Jones    | Kamilah Davis           | Agente del FBI desesperada por proteger a su hermana.                           | 10                  |

### Secundarios o recurrentes
| Actriz/actor        | Personaje         | Descripción                                                | Número de episodios |
| ------------------- | ----------------- | ---------------------------------------------------------- | ------------------- |
| Amanda Brugel       | Sita Petronelli   | Hermana de Kamilah. Forma parte de un grupo de moteros.    | 6                   |
| Aidan Devine        | Bo Waldenbeck     | Padre de Lukas. Perdió a su mujer hace mucho.              | 9                   |
| Alex Karzis         | Mithat Milonkovic | Capo de la droga.                                          | 5                   |
| Carlyn Burchell     | Anne Shea         | Madre drogadicta de Philip que perdió su custodia.         | 4                   |
| Matt Murray (actor) | Tony Michaels     | Compañero de Helen. Es uno de los dos policías del pueblo. | 10                  |
| Rainbow Sun Francks | Burlingame        | Compañero de Kamilah en el FBI                             | 9                   |
| Adrian Fritsch      | Tommy             | Compañeros de clase de Luke y Philip                       | 2                   |
| Kimberley Bonhomme  | Angel             | Compañeros de clase de Luke y Philip                       | 2                   |

## Episodios
- Episodio 1 - Buffalo '07
- Episodio 2 - Salve la bestia y el chico
- Episodio 3 - Bella, Bella, Bella
- Episodio 4 - Crème brulée
- Episodio 5 - The Lilies
- Episodio 6 - El sofá amarillo
- Episodio 7 - Ellos mienten
- Episodio 8 - El perro de los Larson
- Episodio 9 - Salvador desconocido
- Episodio 10 - El día de la madre

- Datos: Q25205246